# Mehestan
 (avril 2024).
La mise en forme du texte ne suit pas les recommandations de Wikipédia : il faut le « wikifier ».
Les points d'amélioration suivants sont les cas les plus fréquents. Le détail des points à revoir est peut-être précisé sur la page de discussion.
- Les titres sont pré-formatés par le logiciel. Ils ne sont ni en capitales, ni en gras.
- Le texte ne doit pas être écrit en capitales (les noms de famille non plus), ni en gras, ni en italique, ni en « petit »…
- Le gras n'est utilisé que pour surligner le titre de l'article dans l'introduction, une seule fois.
- L'italique est rarement utilisé : mots en langue étrangère, titres d'œuvres, noms de bateaux, etc.
- Les citations ne sont pas en italique mais en corps de texte normal. Elles sont entourées par des guillemets français : « et ».
- Les listes à puces sont à éviter, des paragraphes rédigés étant largement préférés. Les tableaux sont à réserver à la présentation de données structurées (résultats, etc.).
- Les appels de note de bas de page (petits chiffres en exposant, introduits par l'outil «  Source ») sont à placer entre la fin de phrase et le point final[comme ça].
- Les liens internes (vers d'autres articles de Wikipédia) sont à choisir avec parcimonie. Créez des liens vers des articles approfondissant le sujet. Les termes génériques sans rapport avec le sujet sont à éviter, ainsi que les répétitions de liens vers un même terme.
- Les liens externes sont à placer uniquement dans une section « Liens externes », à la fin de l'article. Ces liens sont à choisir avec parcimonie suivant les règles définies. Si un lien sert de source à l'article, son insertion dans le texte est à faire par les notes de bas de page.
- La présentation des références doit suivre les conventions bibliographiques. Il est recommandé d'utiliser les modèles {{Ouvrage}}, {{Chapitre}}, {{Article}}, {{Lien web}} et/ou {{Bibliographie}}. Le mode d'édition visuel peut mettre en forme automatiquement les références.
- Insérer une infobox (cadre d'informations à droite) n'est pas obligatoire pour parachever la mise en page.

Pour une aide détaillée, merci de consulter Aide:Wikification.
Si vous pensez que ces points ont été résolus, vous pouvez retirer ce bandeau et améliorer la mise en forme d'un autre article.
 (avril 2024).
Ville Nouvelle de Mehestan (en persan : شهر جديد مهستان, "Shahr-e Jadid-e Mehestan"), anciennement Ville Nouvelle de Hashtgerd (شهر جديد هشتگرد, "Shahr-e Jadid-e Hashtgerd"), est située dans le district central du comté de Savojbolagh, province d'Alborz. Elle a été construite ces dernières années[Quand ?] à proximité de Hashtgerd, en Iran.[citation nécessaire]
Selon le recensement de 2016, sa population était de 42 147 habitants répartis dans 13 622 ménages.
D'après le recensement du Centre iranien des statistiques, la population de la ville nouvelle de Mehestan en 2018 était de 49 417 habitants. La population en juin 2020 était de 60 866 habitants, et en septembre 2021 elle atteignait 85 200 habitants.[1] Selon le plan d'aménagement global de Hashtgerd, la ville a une capacité d'accueil de plus de 500 000 habitants, ce qui permettrait son développement jusqu'à 1 million de personnes. De plus, la superficie de la ville passera de 4 800 hectares actuellement à 8 000 hectares à la fin du quatrième plan de développement.[4]

## Histoire
Face à la pénurie généralisée de logements et à la nécessité d'éviter la prolifération des villes-dortoirs en périphérie des métropoles, le gouvernement a inscrit à son agenda la création de villes nouvelles comme une politique et une nécessité sérieuse. Fin 1985, le conseil d'administration du gouvernement a approuvé et notifié le transfert de 16 000 hectares de terres du village de Fashand au ministère du Logement et du Développement urbain pour la création de villes satellites. Ce ministère a été chargé de la mise en œuvre de ce plan, et le suivi du choix du site, de l'acquisition des terrains, de la préparation, de la conception et de la réalisation du projet a été confié à la Société de construction des villes nouvelles et à ses filiales.
En 1988, un contrat a été signé avec divers bureaux d'études iraniens pour la préparation d'études préalables et de plans d'aménagement complets pour plusieurs villes nouvelles dans la zone urbaine de Téhéran. En 1989, la création de ces villes et leur emplacement ont été approuvés par le Conseil supérieur de l'urbanisme. La ville nouvelle de Hashtgerd, prévue pour accueillir 500 000 habitants sur l'axe ouest, est l'une de ces villes.[2]
En 1991, le Conseil supérieur de l'architecture et de l'urbanisme a confié la mise en œuvre de ce plan à la Société de développement de la ville nouvelle de Hashtgerd.
En 2022, le nom de cette ville a été changé de Ville Nouvelle de Hashtgerd à Ville Nouvelle de Mehestan.[3]

## Études sur les villes nouvelles
En 1987, les études d'implantation de la ville nouvelle de Mehestan ont été confiées à des bureaux d'études. L'axe Téhéran-Qazvin a été identifié comme la première priorité et l'axe de développement le plus approprié.
En 1988, les études de la ville nouvelle de Mehestan ont été confiées aux bureaux d'études Shahrsaz (en tant qu'ingénieur-conseil principal et coordinateur) dans trois domaines : les études préalables, le plan stratégique et le plan d'aménagement global. Simultanément, des études sur les transports (urbains et interurbains) et les équipements municipaux ont été lancées avec d'autres bureaux d'études. À partir de diverses statistiques et informations, différents modèles de prévision démographique et d'emploi ont été préparés et présentés. Le modèle d'aménagement urbain proposé a été confronté aux modèles et options suggérés par les consultants en transport et en équipements urbains. Après quelques ajustements, le plan final de développement de la ville a été établi. En tenant compte des conditions géographiques et physiques des terrains de la ville nouvelle et de ses environs, le modèle de développement a été intégré aux objectifs et critères d'aménagement généraux. C'est ainsi qu'ont été préparés le plan d'aménagement préliminaire et le plan d'aménagement global de la ville nouvelle de Mehestan.

## Raisons du choix de la région
Les facteurs principaux ayant motivé le choix du site de la ville nouvelle de Mehestan sont :
- la distance optimale entre la ville nouvelle et Téhéran (65 km de l'autoroute Téhéran-Qazvin). Pas assez loin pour que l'attractivité de la région de Téhéran ne profite pas à la ville, et pas assez proche pour qu'elle soit connectée à Téhéran sous forme de développement continu,
- la pente du terrain est acceptable pour un développement urbain et le sol est adapté à la construction de bâtiments élevés,
- un accès adéquat aux ressources en eau : eaux souterraines et eaux provenant de barrages à proximité, tel que le barrage de Taleghan,
- la situation géographique et naturelle favorable, avec un climat montagnard tempéré,
- la bonne distance par rapport aux grandes villes environnantes,
- la proximité de la chaîne de montagnes de l'Alborz.

### Emplacement et communication
L'accès à la ville nouvelle de Mehestan se fait par l'autoroute Karaj-Qazvin, qui sera reliée à la ville par trois échangeurs à niveaux supérieurs à l'avenir. De plus, la présence de la voie express Téhéran-Qazvin et de la voie ferrée nationale au sud de l'ancienne ville de Hashtgerd, ainsi que le prolongement du train électrique à grande vitesse Téhéran-Hashtgerd (ligne 5 du métro de Téhéran), font partie des points d'accès de cette ville.

## Géographie
Située sur le versant sud des monts Alborz et la bordure nord du désert central iranien, la ville nouvelle de Mehestan bénéficie d'un climat intermédiaire entre le climat montagnard et le climat semi-aride et aride de l'intérieur des terres. En termes de classification générale, le climat de cette région est de type méditerranéen.

### Emplacement
La ville nouvelle de Mehestan est située géographiquement dans l'ouest de la province d'Alborz, à une altitude de 1 310 à 1 610 mètres au-dessus du niveau de la mer. Ses coordonnées géographiques sont comprises entre 50 degrés 25 minutes et 50 degrés 55 minutes de longitude est et 35 degrés 45 minutes et 36 degrés 5 minutes de latitude nord. 

### Température
La plaine de Hashtgerd, connaît généralement des hivers froids et des étés chauds et secs. Cependant, la chaleur est plus intense dans les zones plates et diminue progressivement dans les zones montagneuses.
La température de la ville nouvelle de Mehestan varie généralement entre −16 °C en hiver et 38 °C en été. La ville est donc généralement de 3 à 6 degrés plus fraîche que Téhéran. L'humidité relative maximale dans la région avoisine les 80 %, et la moyenne annuelle est d'environ 49 %.

### Pluviométrie
Grâce au relief montagneux de la région de Hashtgerd, celle-ci bénéficie de précipitations suffisantes pendant la saison des pluies. La moyenne annuelle des précipitations sur 35 années consécutives est de 373 mm.

## Structure globale de la ville
Autoroute de la ville nouvelle de Mehestan
La ville nouvelle de Mehestan est divisée en deux secteurs principaux : un secteur résidentiel et un secteur industriel.
Le secteur industriel, d'une superficie d'environ 200 hectares, est situé au sud de l'autoroute. Cette zone est destinée à fournir des emplois aux habitants de la ville nouvelle et à éviter qu'elle ne devienne une ville dortoir. On prévoit que le secteur industriel sera développé jusqu'à 350 hectares. Les unités implantées dans ce secteur se répartissent principalement en deux groupes :
Unités de machines, moulage, industries de précision et informatique.
Unités nationales pouvant être implantées dans la province de Téhéran
À l'heure actuelle, des terrains ont été attribués à 160 unités industrielles ayant reçu l'accord de principe du ministère de l'Industrie et la licence nécessaire de l'Organisation de l'environnement. Environ 50 unités sont en phase de production et 45 unités ont déjà été construites.
| Maires |
| --- |
| Machallah Izadiyar |
| Mojtaba Askari |
| Ibrahim Khalili |
| Kamran Azimzadeh (pendant 6 ans) |
| Mohammad Aghaei Meybadi (superviseur intérimaire de la municipalité) |
| Seyyed Massoud Bozorgzadeh |
| Nasser Amir Kamali (surveillant intérimaire de la commune) |
| Asghar Aghaei |
| Nasser Amir Kamali (superviseur de la commune) |
| Mohsen Majzoub<br /> note de bas de page "Résultats du recensement de l'Iran en 2005". Portail national des statistiques. Archivé à partir de l'original le 21 novembre 2013. "Présentation de la ville nouvelle de Hashtgerd". Portail électronique de la ville. Archivé à partir de l'original le 5 août 2011 1050 (2022-04-14) : "La ville nouvelle de Hashtgerd, située dans l'ouest de la province d'Alborz, a été rebaptisée "Mehestan". Irna. Reçu le 30 mai 2022." |
| Mahdis Farqani (29 décembre 2006). "Nouvel Octogone Bon Marché". Le monde de l'économie. Archivé à partir de l'original le 27 janvier 2013. http://www.irna.ir/fa/News/80897562/ http://alborz.isna.ir/Default.aspx? NSID=5&SSLID=46&NID=12983 «Municipalité de la nouvelle ville de Hashtgerd». Hashtgerdnc.ir. Reçu le 24/11/2020. |